# أندي كروز
أندي كروز (12 أغسطس 1995 بماتانزاس في كوبا - ) هو ملاكم كوبي.